# Gabriela Gunčíková
Gabriela Gunčíková (Kroměříž, 27 giugno 1993) è una cantante ceca.

## Biografia
Gabriela ha ottenuto fama grazie alla partecipazione alla seconda edizione del talent show cecoslovacco Česko Slovenská Superstar. La cantante è giunta dritta alla finale, dove però è arrivata seconda dietro allo slovacco Lukáš Adamec. Grazie alla sua voce roca e il suo stile più orientato verso il rock in contrasto con il suo aspetto innocente di allora diciassettenne bionda, Gabriela è sempre stata la favorita alla vittoria.
Nonostante la mancata vittoria, Gabriela è stata premiata il 26 novembre 2011 con un Český slavík, uno dei maggiori riconoscimenti per artisti della Repubblica Ceca, nella categoria Miglior nuovo artista. Il suo album di debutto Dvojí tvář (Doppia faccia), contenente sia inediti che cover, è stato pubblicato il 28 novembre 2011 dall'etichetta discografica Universal Music Group e ha raggiunto la decima posizione della classifica della Repubblica Ceca. Dall'album è stato estratto in singolo Zůstanu napořád, che ha raggiunto la cinquantanovesima posizione nella classifica ceca.
Il secondo album di Gabriela, Celkem jiná (Del tutto diversa), contenente dieci tracce, è uscito il 30 maggio 2013 e ha raggiunto la terza posizione nella classifica ceca degli album più venduti. Dall'album è stato estratto il singolo Černý anděl. Nel 2013 Gabriela ha seguito dei corsi con il vocal coach statunitense Ken Tamplin, per poi intraprendere due tour di oltre 120 concerti negli Stati Uniti con i Trans-Siberian Orchestra.
L'11 marzo 2016 è stato confermato che Gabriela Gunčíková avrebbe rappresentato la Repubblica Ceca all'Eurovision Song Contest 2016 con la canzone I Stand. Gabriela ha cantato nella prima semifinale, svolta il 10 maggio a Stoccolma, e per la prima volta nella storia dell'Eurovision la Repubblica Ceca si è qualificata per la finale. Nella finale si è piazzata venticinquesima su 26 partecipanti, totalizzando 41 punti.

## Discografia
- 2011 - Dvojí tvář
- 2013 - Celkem jiná